# Associació de Futbol de Barbados
L'Associació de Futbol de Barbados (BFA), és l'òrgan de govern del futbol a l'illa caribenya de Barbados. Va ser fundada el 1910 amb el nom de Barbados Amateur Football Association i, l'any 1925, va adoptar la denominació actual. El 1967 es va afiliar a la Confederació del Nord, Centreamèrica i el Carib de Futbol Associació (CONCACAF) i, des de 1968, està afiliada a la Federació Internacional de Futbol Associació (FIFA) i a la Unió Caribenya de Futbol (CFU). A nivell intern, la BFA està afiliada a l'Associació Olímpica de Barbados (Barbados Olympic Association, en anglès).
La BFA organitza, promou i regula el futbol a Barbados, incloses les seleccions nacionals de totes les categories. La temporada regular de Barbados es disputa anualment entre gener i juliol. Les principals competicions són la Divisió d'Honor (Premier League, en anglès), la Primera Divisió (Division One), la Segona Divisió (Division Two), la Tercera Divisió (Division Three) i la Copa (Champions Cup) que és la competició per eliminatòries.
La Divisió d'Honor la disputen dos grups de sis equips cadascun. Els campions de cada grup juguen els play-off pel títol al millor de tres partits i el darrer classificat de cada grup baixa a la primera divisió. La Primera Divisió també està formada per dos grups de sis equips i es disputa de la mateixa manera que la Divisió d'Honor. La segona divisió l'integren tres grups de set equips cadascun i la tercera divisió també està integrada per tres grups, un de set equips i dos de sis.